# Didier Ibrahim N'Dong
Didier Ibrahim N'Dong (Lambaréné, 20 de fevereiro de 1992) é um futebolista profissional gabonense que atua como meia.

## Carreira
Didier Ibrahim N'Dong fez parte do elenco da Seleção Gabonense de Futebol na Campeonato Africano das Nações de 2017.